# Paul Simmons
Paul Simmons  é um baterista norte americano.
Simmons começou a tocar bateria em uma idade ainda precoce, brincando e fazendo cover de várias bandas com seus irmãos, Mike (guitarra) e Jamie (baixo).
Paul é mais conhecido anteriormente como baterista do The Legendary Shack Shakers durante os anos de 2003 a 2005. Ficou muito conhecido também por ter sido baterista da banda de rock cristão Petra durante 2003 a 2005. Ele também tocou com várias outras bandas de rock, inclusive, fazendo turnês com o Black Oak Arkansas durante os anos 80.
Em 30 de abril de 2012, foi anunciado no site do artista de rock progressivo Neal Morse que Simmons seria o novo baterista da turnê da banda de Morse. No entanto, algumas semanas mais tarde, Neal anunciou que Paul havia cancelado sua participação devido a alguns problemas familiares.[carece de fontes?]
Atualmente, ele é o baterista do Reverend Horton Heat.

## Discografia
com a banda The Legendary Shack Shakers
- (2003) - Cockadoodledon't
- (2004) - Believe

com a banda Petra
- (2005) - Farewell (CD/DVD)
- (2006) - Petra en Vivo en Argentina (Bootleg) (DVD)